# Tadashi Yanai
Tadashi Yanai (柳井 正?, Yanai Tadashi; 7 febbraio 1949) è un imprenditore giapponese, fondatore e presidente della Fast Retailing, il gruppo che controlla Uniqlo (ユニクロ, "unique clothing"), il gigante dell'abbigliamento, e altri marchi tra cui J Brand, Helmut Lang, Theory, Comptoir des Cotonniers, Princess tam.tam.
Miliardario, è considerato tra gli uomini più ricchi del mondo (nel 2021 occupa il 31º posto secondo Forbes) e il secondo uomo più ricco del Giappone con un patrimonio netto stimato in 42 miliardi di dollari.

## Biografia
Figlio di Kanichi Yanai e Hisako Mori Yanai, nasce a Ube, Yamaguchi, ha frequentato la Ube High School e in seguito la Waseda University, laureandosi nel 1971 in economia e scienze politiche. Lo zio era un attivista per l'eliminazione dell'insediamento di persone discriminate di classe inferiore, chiamate Burakumin (gruppo di minoranza della società giapponese).
Subito dopo la laurea ha iniziato a lavorare vendendo stoviglie e abiti da uomo in un supermercato JUSCO.  Dopo un anno è tornato a casa per lavorare nella piccola sartoria del padre. Quando poi ha preso lui in mano l'attività, sei dei sette dipendenti hanno preferito licenziarsi per il suo atteggiamento manageriale.
Ha aperto il suo primo negozio Uniqlo a Hiroshima nel 1984 e cambiato il nome della società di suo padre, Ogori Shoji, in Fast Retailing nel 1991.. Da allora ha aperto duemila negozi Uniqlo (a Tokyo nel 1998), quasi al ritmo di 300 aperture all'anno, portando Uniqlo ad essere il terzo gruppo di abbigliamento al mondo alle spalle di H&M e Zara. Ha affermato: "Potrei avere successo ma ho fatto molti errori, le persone prendono troppo seriamente i loro fallimenti, devi essere positivo e credere che troverai la prossima volta il successo". Il concetto sarà il titolo di un suo libro: Vincere una volta e perdere nove partite.
Nel 2019, Yanai si è dimesso dal board di Softbank dopo 18 anni come amministratore indipendente del conglomerato tecnologico giapponese.

## Vita privata
È sposato e ha due figli, Kazumi e Koji. Vive in una casa da 50 milioni di dollari fuori Tokyo e possiede due campi da golf alle Hawai.

## Riconoscimenti
Yanai ha vinto il premio International Retailer of Year per il 2010 dalla National Retail Federation negli Stati Uniti. È stato il quarto cittadino giapponese a ottenerlo. 
È stato anche scelto come miglior presidente di aziende in un sondaggio di dirigenti aziendali giapponesi da parte del Sanno Institute of Management nel 2008 e nel 2009.
Nel 2012 è stato incluso nella lista delle 50 persone più influenti della rivista Bloomberg Markets.

## Filantropia
Nel marzo 2011 Yanai ha donato 1 miliardo di yen alle vittime del terremoto e dello tsunami di Tōhoku del 2011.

## Opere
- One Win, Nine Losses, 1991
- Throw Away Your Success in a Day, 2009